# Brun I. von Verden
Brun I. (auch Bruno) († am 14. Februar, 7. März oder 26. April 976) war von 962 bis 976 der 16. Bischof von Verden.
Brun war wahrscheinlich ein Sohn Wichmanns I. aus der Ehe mit einer Schwester der Königin Mathilde. Damit gehörte er zum reichsten und mächtigsten Geschlechterverband im nördlichen Sachsen, der Nachfahren Widukinds. Hermann Billung († 973), der Stammvater der Billunger und der 15. Bischof von Verden, Amelung († 5. Mai 962), wären dann mit ihm verwandt. Während seine mutmaßlichen Brüder Wichmann II. und Ekbert der Einäugige nach dem Tod des Vaters 942 am Hof König Otto I. erzogen wurden, trat Brun in das Benediktinerkloster in Corvey ein.
Otto I. machte ihn zum Nachfolger des verstorbenen Bischofs Amelung. Mit der Erhebung zum 16. Bischof von Verden schied er aus dem Kloster aus.
Im Jahr 966 oder 973 gründete Brun das Kanonissenstift Oldenstadt. Die Stiftung erfolgte auf seinem Gut Ullishusen (heute Uelzen) und war der Maria und des Heiligen Johannes Baptist geweiht.
Brun wurde von Otto I. als Unterhändler zu den Ungarn geschickt. Diese Reise hing wohl mit der auf dem Hoftag in Quedlinburg erschienenen Gesandtschaft der Ungarn zusammen.
Mit seinem Onkel Hermann Billung lag Brun im Streit und sprach gegen diesen den Kirchenbann aus. Dieser Bann stand möglicherweise im Zusammenhang mit der Fehde seiner Brüder Wichmann und Ekbert. Sie beschuldigten Hermann, sie um ihr väterliches Erbe betrogen zu haben. Er verweigerte auch nach dem Tod Hermanns die Aufhebung des Banns. Otto I. soll versucht haben dem altersschwachen Brun einen Koadjutor zur Seite zu stellen, wogegen sich Brun entschieden wehrte. Zum Schluss zog er sich freiwillig in ein Kloster zurück.
Das von ihm gestiftete Kloster in Oldenstadt stattete er großzügig aus. Dem Dom von Verden hinterließ er nur ein Allodialgut zur Bezahlung seiner Memorie. Auch stiftete er zwei Evangeliare und eine Vikarsstelle.